# リープフロッグ型発展

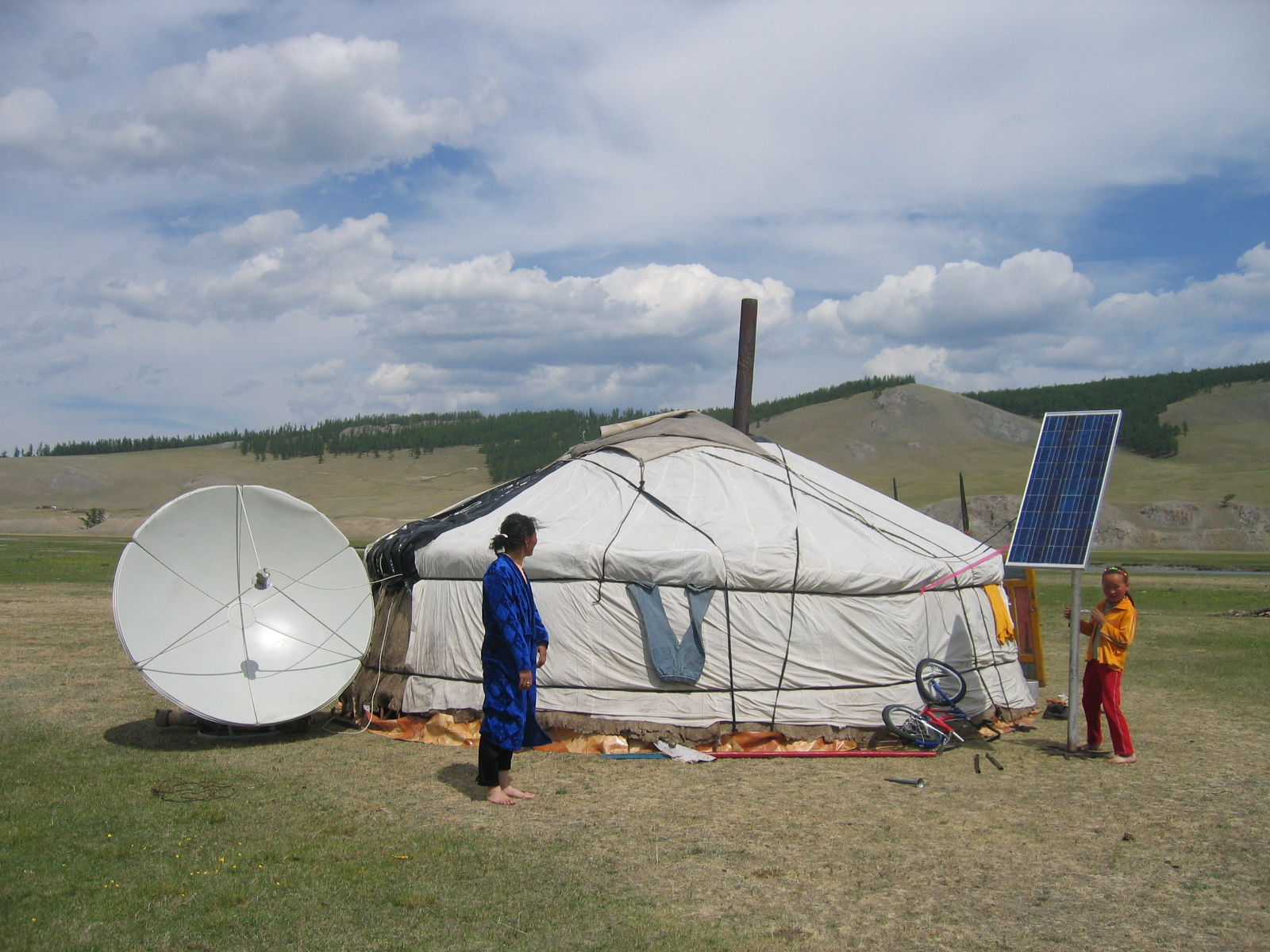
電力網とテレビ地上波の普及をリープフロッグして太陽電池と衛星放送が普及したモンゴル

リープフロッグ型発展（リープフロッグがたはってん、英：Leapfrogging）とは、既存の社会インフラが整備されていない新興国において、新しいサービス等が先進国が歩んできた技術進展を飛び越えて一気に広まること。リープフロッグ現象ともいう。
一例として、多くの新興国において固定電話の普及を待たずに携帯電話およびスマートフォンが急速に普及したことが挙げられる。
また、中国におけるフィンテックの進展においても言及される。アメリカや日本などでは、新しいサービスが出ても既存サービスとの摩擦が起こり、法律の修正が必要になるため、浸透までに比較的長い時間が必要になる。一方、中国は既存の社会インフラや法律の整備が十分に進んでいなかったことから、電子決済、タクシー配車サービス、シェア自転車などの新しいサービスが急速に浸透した。

## 発生原因
経済学者であるElise Brezisとポール・クルーグマンはリープフロッグ現象による先進国と新興国の逆転が発生する原因について、先進国の高賃金が革新的な技術の採用するインセンティブを削ぐことと旧来の技術に知悉した先進国の人間にとって信頼性が確保されていない革新的な技術が当初は劣って見えることなどを指摘している。